# Mazâr-e Charîf
Mazâr-e Charîf (diverses autres formes dont Mazar-i Charif (en dari : مزار شریف, Mazāre Šarīf) est la quatrième plus grande ville d'Afghanistan, avec une population de 693 000 habitants (2015). Capitale de la province de Balkh, elle est reliée par la route à Kaboul au sud-est, Hérat à l'ouest, et à l'Ouzbékistan au nord.

## Un tombeau mythique
Le nom de Mazâr-e Charîf (« tombeau du seigneur » ou « du prince ») fait référence au sanctuaire du centre-ville et à sa mosquée, grand monument aux carreaux bleu turquoise, dont les Afghans, chiites ou sunnites, considèrent qu'elle a été élevée sur l'emplacement du tombeau d'Ali. Les historiens s'accordent pourtant à penser que 'Ali a été inhumé à Najaf (Irak).
Chaque nouvel an afghan (Nao Rouz), le 21 mars, des foules considérables (des dizaines, voire une centaine de milliers de personnes, parmi lesquelles de nombreux chiites) accourent de partout vers Mazâr-e Charîf et s'assemblent  sur le parvis de la mosquée pour assister à la « fête de l'élévation du mât » (Djanda bâla kardân). Un drapeau, préalablement posé sur le tombeau supposé de 'Ali,  est hissé par de pieux musulmans. Pour les pèlerins, le fait de toucher ce drapeau, voire diverses étoffes ayant été posées sur le tombeau, est un porte-bonheur ou permet de conjurer le mauvais sort. Cette manifestation, qui symbolise aussi l'antique arbre de vie, le lien entre le ciel et la terre, donnait lieu à des accidents en raison des mouvements de foule. C'est pourquoi, depuis 1970, le mât est protégé par une enceinte grillagée permettant de le hisser en limitant les risques. Cette fête religieuse s'accompagne d'une fête profane (marché, foires, attractions diverses, etc.), que l'on appelle quelquefois « fête des tulipes » car c'est l'époque où les tulipes sauvages vont éclore dans la steppe.
Les principales langues parlées à Mazâr-e Charîf sont le dari (persan d'Afghanistan) et l'ouzbek (turc). La ville est une destination touristique importante en raison de son patrimoine musulman et de sites archéologiques hellénistiques ou bouddhistes.
Plusieurs indices laissent entendre que la tombe de Zarathoustra pourrait se situer dans cette ville.

## Histoire récente
Lors de la prise de la ville de Mazâr-e Charîf et sa région par les talibans, en août 1998, on estime que 4 000 à 6 000 Hazaras ont été tués par ceux-là, en raison de la résistance que ce peuple leur avait opposée et de son appartenance au chiisme.
En décembre 2001, des milliers de prisonniers talibans capturés à l'issue des combats autour de Mazâr-e Charîf et dans la région furent transférés de la région de Kunduz à Sheberghân. Nombre d'entre eux, enfermés dans des conteneurs, périrent d'asphyxie pendant ce transfert, d'autres furent exécutés par les troupes de Rachîd Dostom dans le Dasht-e Leïli — « la steppe [ou le désert] des tulipes ». Le nombre des morts fut au moins de plusieurs centaines, vraisemblablement plus de deux milliers. Les corps furent enfouis dans la steppe par des bulldozers. Ces informations, d'abord conservées secrètes, puis minimisées, ont été confirmées par des enquêtes indépendantes menées par des journalistes américains ainsi que par le Pakistanais Ahmed Rachid, puis par des organisations humanitaires sous l'égide des Nations unies et par des organismes de défense des droits de l'homme.
Le 14 août 2021, la ville tombe au main des talibans lors de leur offensive pour prendre le contrôle du pays.
Le 9 mars 2023, le gouverneur de la province de Balkh (en), Mohammad Dawood Muzammil, est assassiné dans ses bureaux à Mazâr-e Charîf par la branche khorassanienne de Daech. 

## Jumelages
La ville de Mazâr-e Charîf est jumelée avec : 
- Douchanbé (Tadjikistan) depuis le 13 juillet 1991

## Musique
- La plus célèbre des chansons d'amour afghanes débute par la phrase « Biâ ke berîm bâ Mazâr » (« Viens, allons à Mazâr ») :  et  (liens sur Youtube). Elle évoque notamment la steppe fleurie par les tulipes sauvages au printemps.